# South Gloucestershire
South Gloucestershire är en enhetskommun (unitary authority) i det ceremoniella grevskapet Gloucestershire i sydvästra England i Storbritannien.  Kommunen har 294 765 invånare (2022). Huvudort är Yate. Den sydvästra delen av kommunen är en del av tätorten Bristol.
South Gloucestershire delas in i följande civil parishes:

- Acton Turville
- Almondsbury
- Alveston
- Aust
- Badminton
- Bitton
- Bradley Stoke
- Charfield
- Cold Ashton
- Cromhall
- Dodington
- Downend and Bromley Heath (med orten Mangotsfield)
- Doynton
- Dyrham and Hinton (med orten Hinton)
- Emersons Green
- Falfield
- Filton
- Frampton Cotterell
- Hanham Abbots
- Hanham
- Hawkesbury
- Hill
- Horton
- Iron Acton
- Kingswood
- Little Sodbury
- Marshfield
- Oldbury-on-Severn
- Oldland
- Olveston
- Patchway
- Pilning and Severn Beach (med orten Severn Beach)
- Pucklechurch
- Rangeworthy
- Rockhampton
- Siston
- Sodbury (med orten Chipping Sodbury)
- Stoke Gifford
- Thornbury
- Tormarton
- Tortworth
- Tytherington and Itchington
- Westerleigh and Coalpit Heath (med orten Westerleigh)
- Wick and Abson
- Wickwar
- Winterbourne
- Yate